# 中華民國—尼日關係
中華民國與尼日共和國於1963—1974年、1992—1996年有官方外交關係，斷交後，目前沒有在對方首都互設具大使館功能的代表機構。對尼日的相關事務由駐法國台北代表處兼轄。

## 政治

### 外交
1963年7月22日，中华民国与尼日建交。

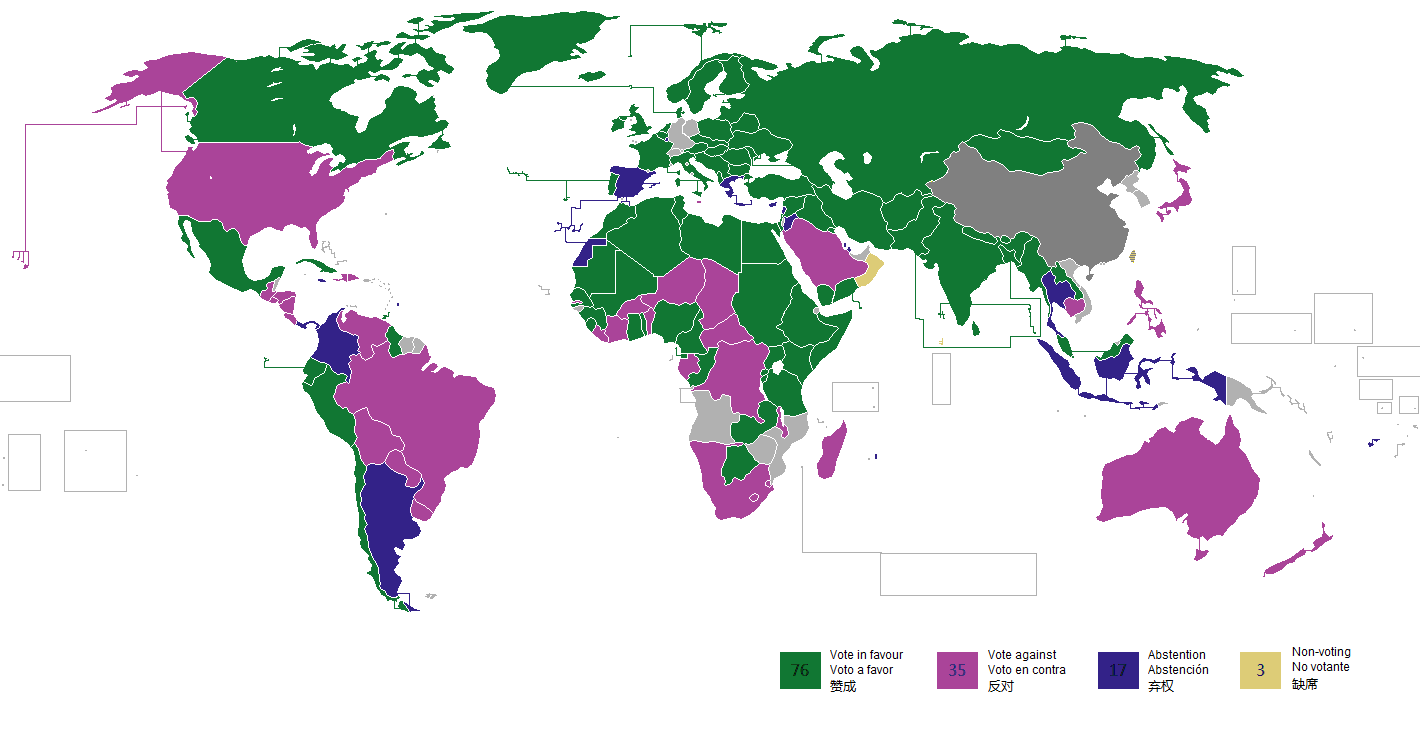
紫色國家表示在1971年的投票中支持中華民國續留聯合國，即《聯合國大會2758號決議》，其中包括尼日。

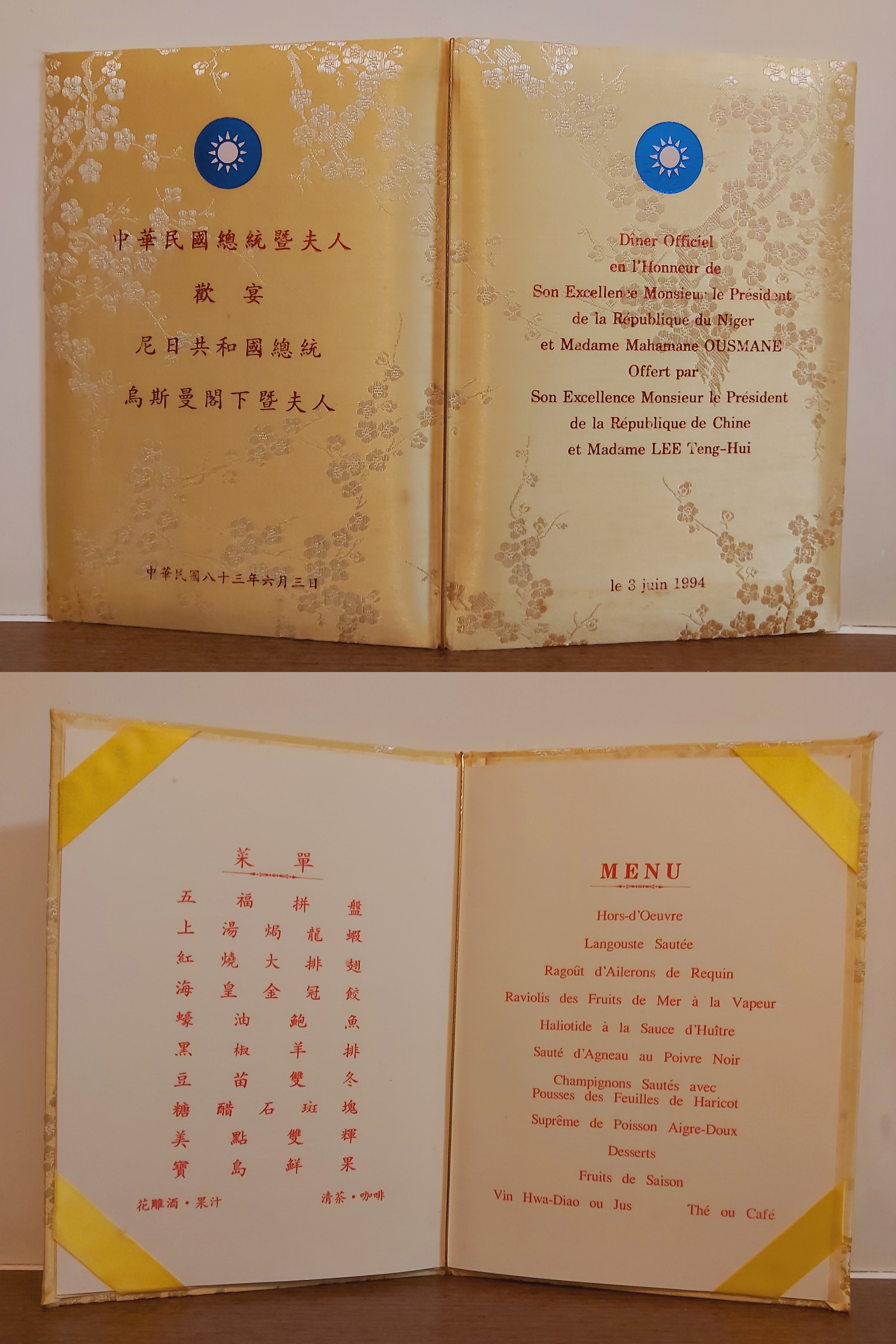
1994年6月3日，中華民國總統李登輝宴請訪華的尼日總統烏斯曼的国宴菜單。

1965年，於首都尼阿美設立中華民國駐尼日共和國大使館，並派駐大使。
1969年10月23日，尼日總統迪奥里訪問中華民國，總統蔣中正在松山機場以軍禮迎接。
1974年7月29日，两国断交。
1992年6月19日，中华民国与尼日复交。7月22日，尼日政府發表聲明，重申兩國邦交不變，中華民國駐尼日共和國大使館於同日升旗掛牌，正式開館。7月30日，中華人民共和國與尼日斷交。
1993年10月，尼日在聯合國大會的總辯論中，提出「會籍普遍化原則」，間接支持中華民國參與聯合國。
1994年6月3日，尼日總統烏斯曼訪問中華民國，總統李登輝在松山機場以軍禮迎接。
1994、1995年7月，尼日與中華民國的邦交國連署提案，要求聯合國大會設立研究委員會將「根據會籍普遍原則並按照分裂國家在聯合國已建立的平行代表權模式，審議在台灣的中華民國在國際體系中的特殊情況」案列入議程。年底，在聯合國大會的總辯論，以及聯合國成立50週年特別紀念會議中發言支持。
1996年1月，中華民國外交部常務次長黃秀日訪問尼日，參加中尼合作混合委員會第一次會議，期間並會見尼日總統烏斯曼、總理阿馬杜、國會議長伊索福。
1996年8月19日，两国再次断交。
尼日在與中華民國建交、復交期間，皆未設立大使館、派駐大使。

#### 中華民國駐尼日共和國大使（1964－1974年、1992－1996年）
| 姓名   | 任命          | 到任          | 遞交国书       | 免職           | 離任          | 外交衔级 | 外交職務     |
| ------ | ------------- | ------------- | -------------- | -------------- | ------------- | -------- | ------------ |
| 陳忠鈞 | 1964年1月4日  | 1964年2月6日  |                |                | 1965年8月12日 | 參事     | 臨時代辦     |
| 沈祖潯 | 1965年5月24日 | 1965年8月12日 | 1965年8月18日  | 1967年8月4日   | 1967年8月30日 | 大使     | 特命全權大使 |
| 李南興 | 1967年8月4日  | 1967年9月4日  | 1967年9月8日   | 1974年10月17日 | 1974年7月29日 | 大使     | 特命全權大使 |
| 林志鴻 | 1992年8月13日 |               | 1992年11月13日 |                | 1996年9月     | 大使     | 特命全權大使 |

## 經濟

### 貿易
| 年分 | 貿易總額  | 貿易總額 | 貿易總額 | 出口至尼日 | 出口至尼日 | 出口至尼日 | 自尼日進口 | 自尼日進口 | 自尼日進口 | 順逆差  |
| 年分 | 金額      | 年增減   | 排名     | 金額       | 年增減     | 排名       | 金額       | 年增減     | 排名       | 順逆差  |
| ---- | --------- | -------- | -------- | ---------- | ---------- | ---------- | ---------- | ---------- | ---------- | ------- |
| 2017 | 2,025,059 | ▼49.6%   | 176      | 1,820,435  | ▼53.6%     | 163        | 204,624    | ▲117.9%    | 176        | 順差▼   |
| 2018 | 654,685   | ▼67.7%   | 199      | 370,124    | ▼79.7%     | 199        | 284,561    | ▲39.1%     | 172        | 順差▼   |
| 2019 | 631,541   | ▼3.5%    | 197      | 476,089    | ▲28.6%     | 189        | 155,452    | ▼45.4%     | 185        | 順差▲   |
| 2020 | 935,517   | ▲48.1%   | 189      | 137,846    | ▼71.0%     | 205        | 797,671    | ▲413.1%    | 156        | 逆差 -- |
| 2021 | 638,315   | ▼31.8%   | 200      | 190,907    | ▲38.5%     | 202        | 447,408    | ▼43.9%     | 168        | 逆差▼   |
| 2022 | 253,117   | ▼60.3%   | 207      | 48,177     | ▼74.8%     | 215        | 204,940    | ▼54.2%     | 175        | 逆差▼   |
| 2023 | 1,079,578 | ▲326.5%  | 190      | 22,119     | ▼54.1%     | 221        | 1,057,459  | ▲416.0%    | 156        | 逆差▲   |
| 2024 | 2,873,151 | ▲166.1%  | 179      | 133,873    | ▲505.2%    | 206        | 2,739,278  | ▲159.0%    | 143        | 逆差▲   |

2023年的兩國貿易項目如下：
出口至尼日的項目為：電話機（包括智能手机），以及其他傳輸或接收聲音、圖像之有線或无线网络通訊器具；內科、外科、牙科或兽医用儀器與用具；特殊物品，含出口未超過5萬新臺幣之小額報單與其他零星物品；自動資料處理機及其附屬單元、磁性或光學閱讀機等。
自尼日進口的前10大項目為：氟化物、氟硅酸盐、氟鋁酸鹽與其他氟錯鹽類；木材、原木；貴金屬或被覆貴金屬之首飾及其配件；電話機（包括智能手机），以及其他傳輸或接收聲音、圖像之有線或无线网络通訊器具；特定用途機器之零件與附件；集成电路；特殊物品，含進口未超過5萬新臺幣之小額報單與其他零星物品；製造半导体、集成电路與平面顯示器用之機器與器具、零件與附件；理化分析用儀器與器具、計量或檢查粘性、多孔性、膨脹性、表面张力與類似性能之儀器與器具，計量或檢查熱量、音量或光之儀器與器具、理化分析用切片機等。

### 投資
2013年8月23日，中華民國的中油公司與中華人民共和國的中國石油天然氣勘探開發公司（CNODC）合作油氣探採開發，臺灣中油公司交割取得該公司在尼日境內Agadem礦區23.53%探勘權、20%開發生產權及20%內陸管線權益資產。至於開發生產合作公司的權益比分別為CNODC 65%、尼日政府15%、以及中油公司20%。

### 事件
兩國在邦交期間，中國輸出入銀行（輸銀）提供貸款資助尼日。斷交後，輸銀向美國紐約南區聯邦地區法院提告，求償1億8,300萬美元。2007年，紐約上訴法院判決尼日須給付台灣7,200萬美元欠款。在尼日殺價2,000萬美元後，追索成功。

## 民間交流
2013年12月20日，台灣世界展望會第25屆飢餓三十人道救援行動代言人潘瑋柏、楊丞琳等人親身走訪位於西非撒哈拉沙漠上的乾旱國度尼日，體驗當地的乾旱與熾熱，傳遞愛心。
2011年行政院原住民族委員會辦理「第一屆世界原住民族樂舞節」邀請尼日表演團隊來臺演出。

## 協定
| 日期           | 簽署                                   | 備註         |
| -------------- | -------------------------------------- | ------------ |
| 1962年11月10日 | 《中華民國與尼日共和國經濟及技術合作協定》 | 以下簡稱中尼 |
| 1963年10月23日 | 《中尼農業技術合作之換文》             |              |
| 1970年8月15日  | 《中尼貿易協定》                       | [ 註 3 ]     |
| 1994年6月7日   | 《中尼合作混合委員會設立協定》         |              |
| 1998年4月15日  | 《中尼（日）國際快捷郵件服務協定》     |              |

## 簽證

持中華民國護照的中華民國國民簽證要求分布圖：入境尼日需要簽證。

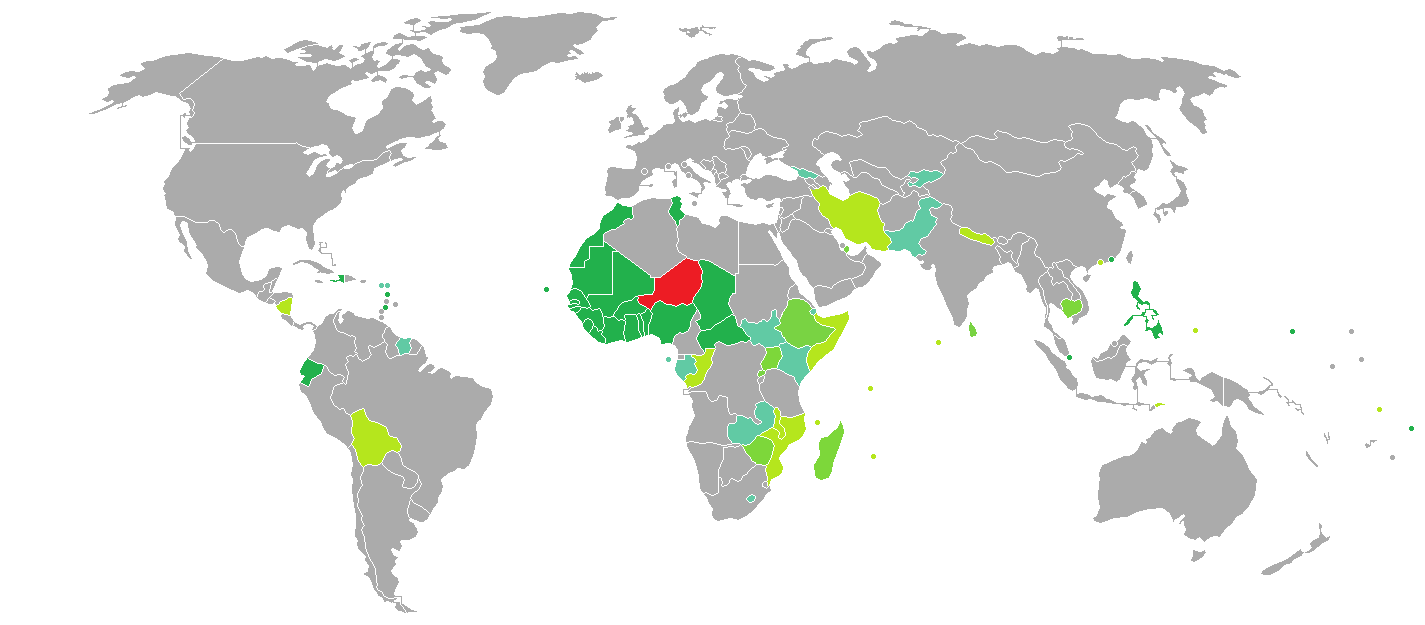
持尼日護照的尼日人口簽證要求分布圖：入境中華民國需要簽證。

兩國國民皆須申請簽證方可入境對方國家。持中華民國護照的中華民國國民可前往尼日駐法國大使館申請簽證，入境須備妥黄热病的疫苗接種證明（黃皮書）。經尼日轉機則無特殊規定。
持尼日護照的尼日國民抵台參加由中央政府機關主辦、協辦或贊助之國際會議、運動賽事、商展或其他活動，可以電子簽證入境中華民國，停留最多30天並不得延期。

## 交通

### 航空

#### 客運
兩國無直航班機，可經由（不計航點遠近，截至2023年6月29日）：
- 台北→伊斯坦堡、巴黎，再轉機前往尼日的迪奥里·哈马尼国际机场。

### 駕車
持有中華民國國際駕駛執照或申請尼日駕駛執照，並投保車險，可在尼日駕車。

## 外部連結
- 中華民國外交部－尼日共和國簡介 （页面存档备份，存于）
- 駐法國臺北代表處
- 外交部領事事務局－國外旅遊警示分級表
- 中華民國衛生福利部－國際旅遊疫情建議等級
- 中華民國國際經濟合作協會 （页面存档备份，存于）